# Акройога

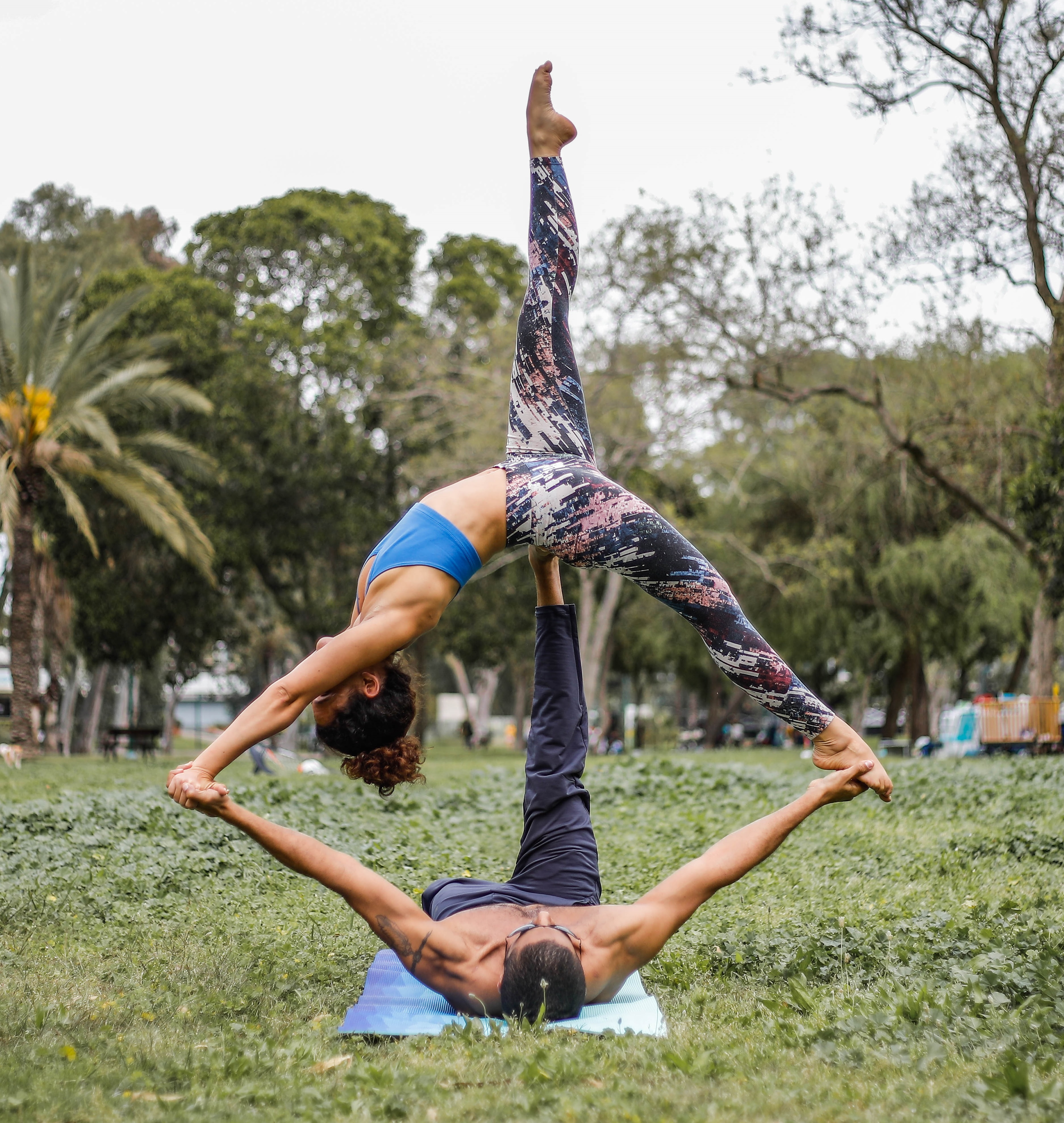
Acroyogis practicing in a park

Акройо́га — вид спорту, комбінація  акробатики і  йоги. Також в акройозі широко використовується масаж.
Акройога — групова дисципліна. Зазвичай учасники групи виступають в одній з трьох ролей:
- База (бейс, base) — учасник лежить на підлозі і, користуючись ногами і руками, виступає рухомою опорою для льотчика.
- Льотчик (флаєр, flyer) — учасник спирається на базу, перебуваючи в різних позах і під час переходів.
- Підтримка (споттер, spotter) — учасник страхує льотчика від падіння.

Кожна поза акройогі має свою назву. Учасники вибирають для себе будь-яку позу, після прийняття пози можливе сходження (льотчик опускається на підлогу і виконання вправи припиняється), калібрування (відбудова балансу), переходи (перехід з однієї пози в іншу) і крутилки (циклічна зміна поз без сходу). Підтримка страхує льотчика від падіння.
Заняття складається з розминки (розтяжка, елементи йоги, силові елементи), тренувань в різних позах і переходах і заминці. В кінці заняття можуть використовуватися спеціальні елементи (терапія, терапевтичні пози, польоти), в яких учасники роблять один одному масаж.

## Пози
В акройозі є багато статичних поз. Серію поз акройоги іноді називають "машиною для миття" (Washing Machine).

Пози акройоги
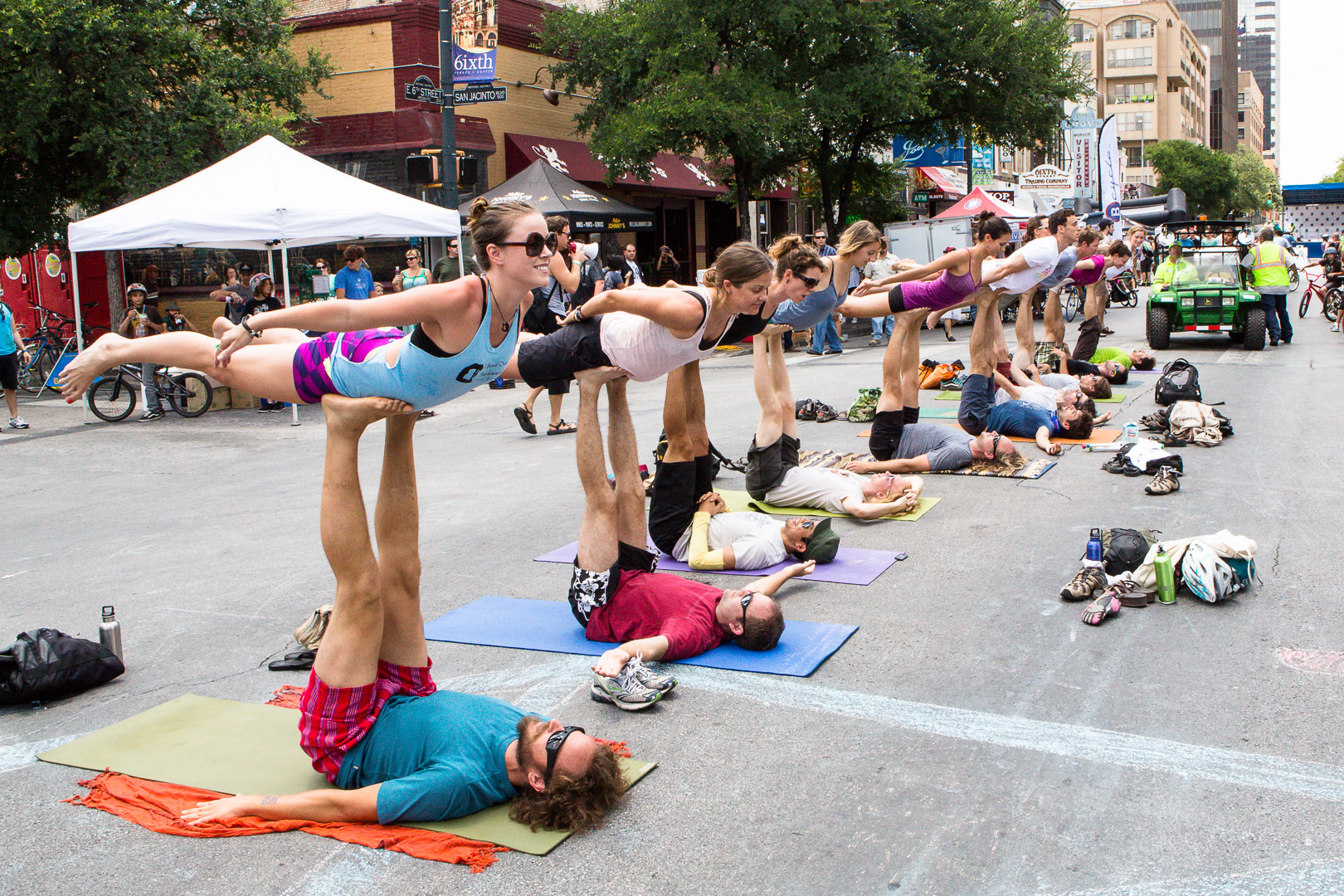
Поза пташки - базова поза акройоги
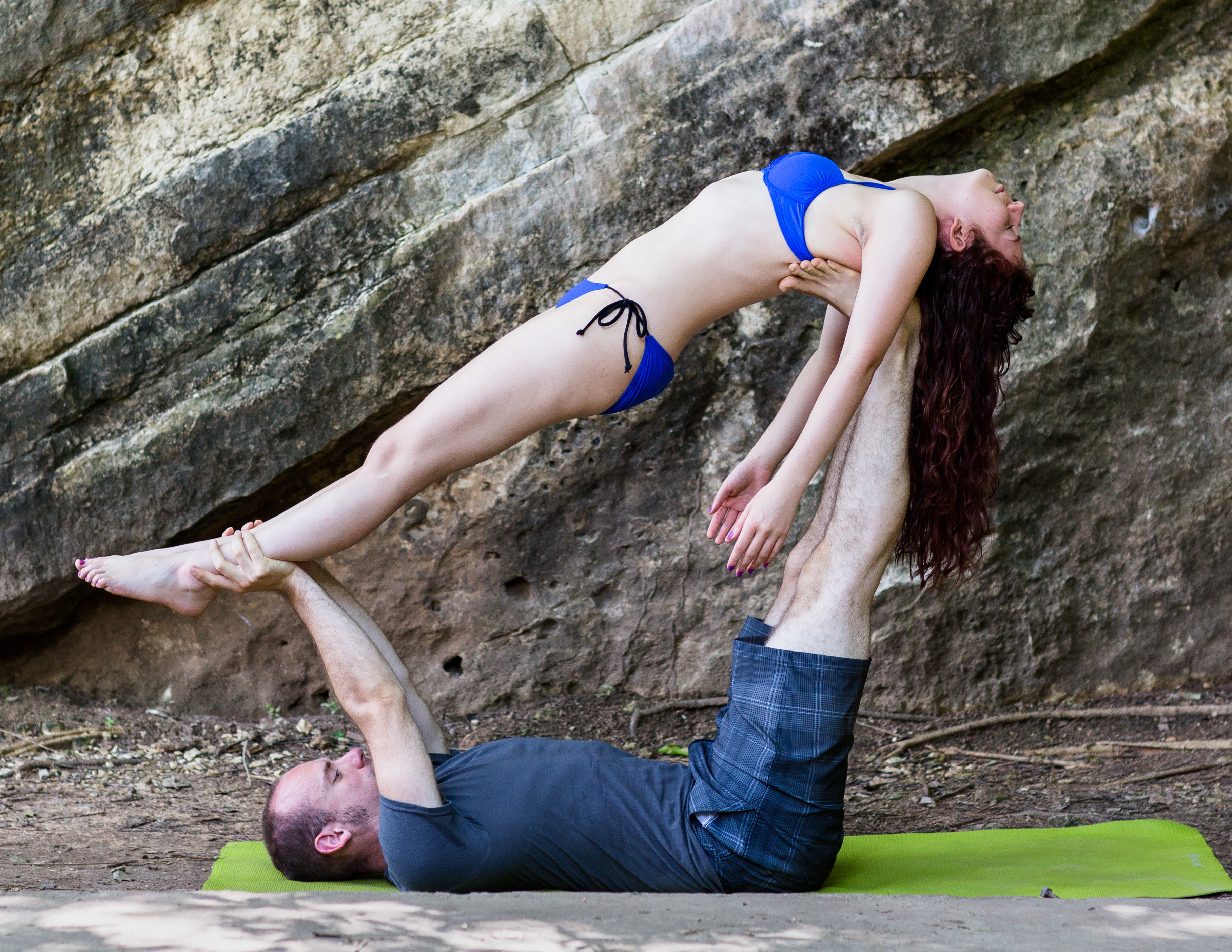
Кит
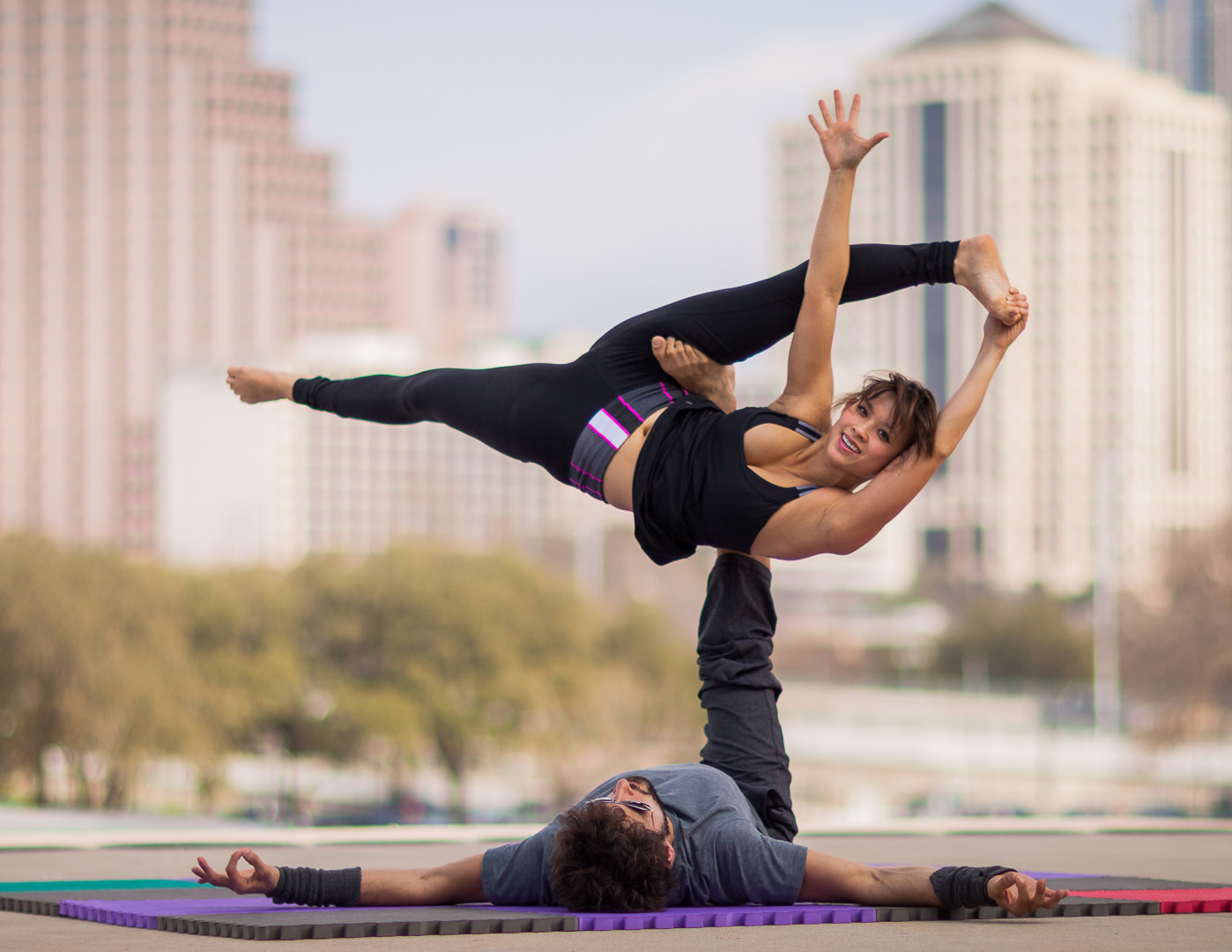
Hangle Dangle
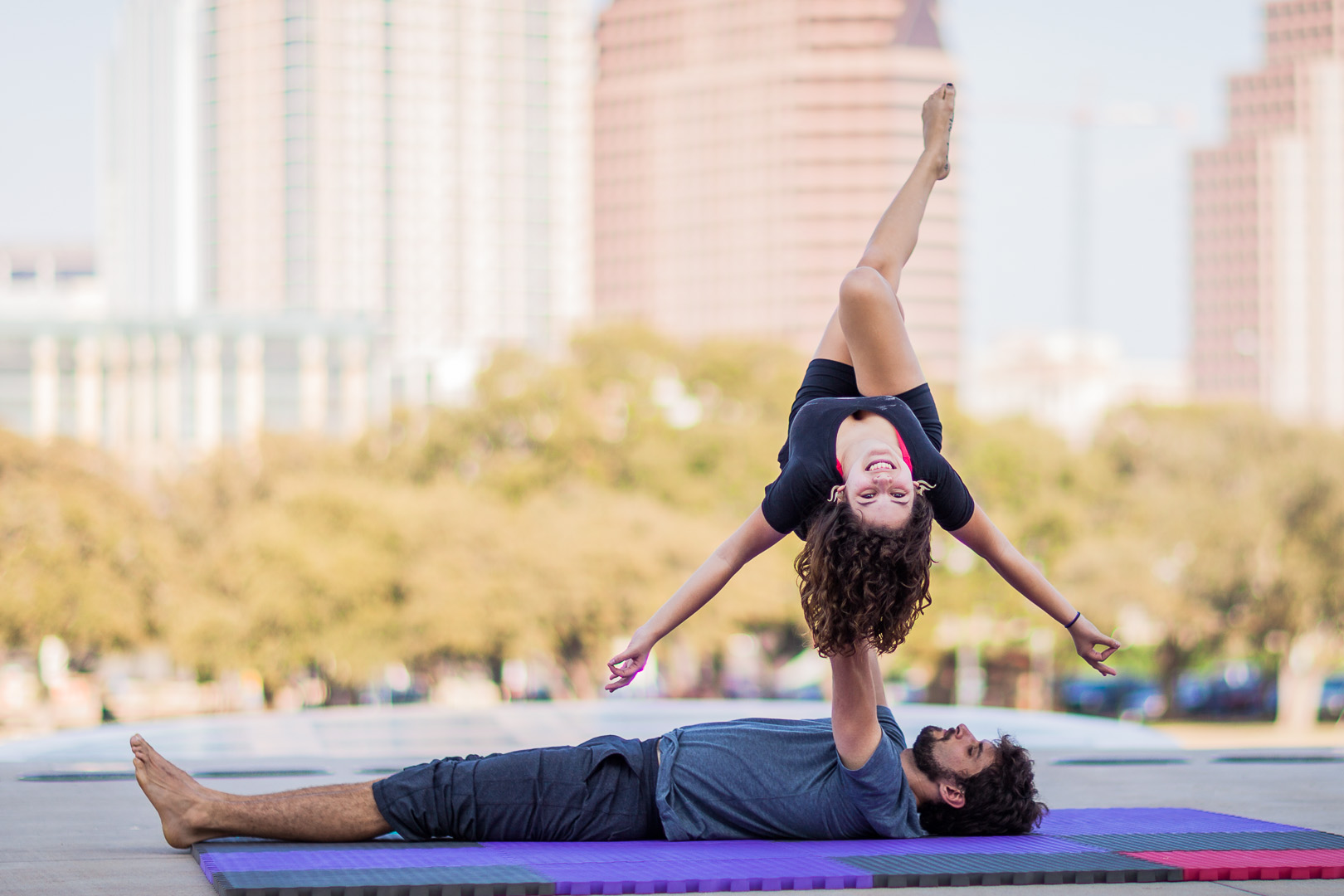
Обернена пташка
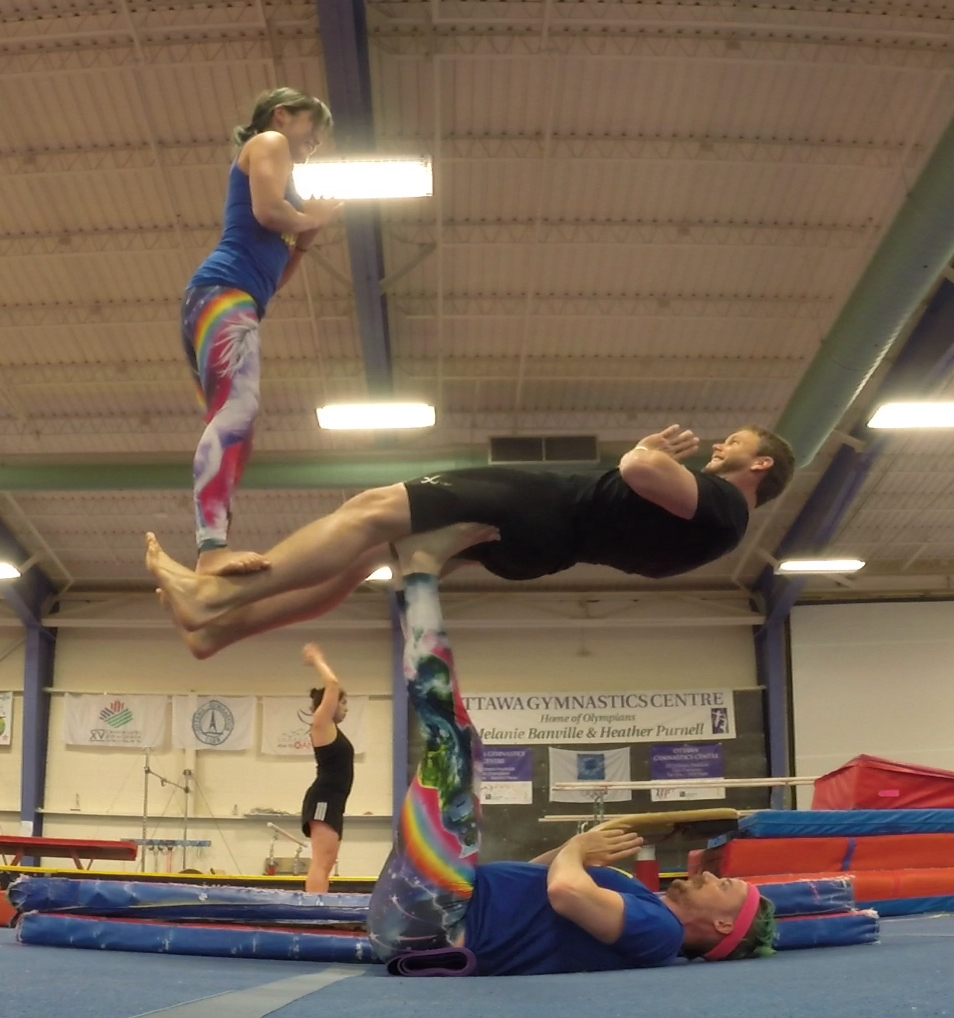
Балансувальна поза трьох
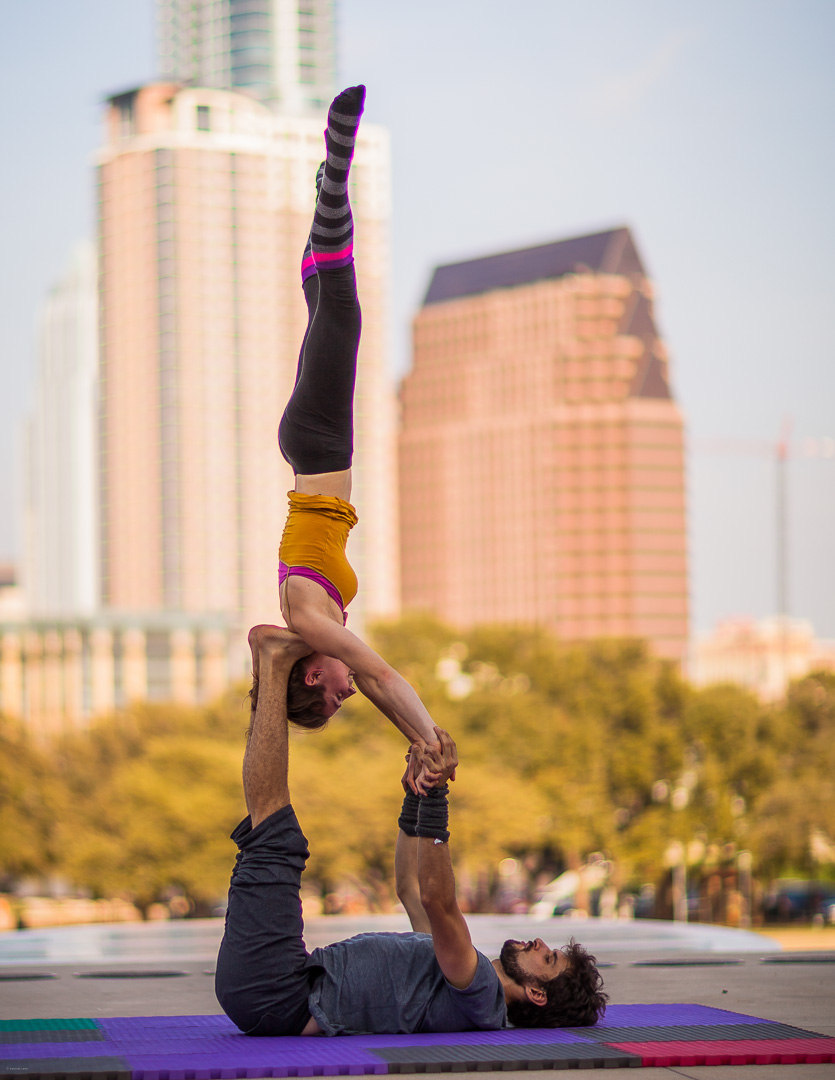
Зірка
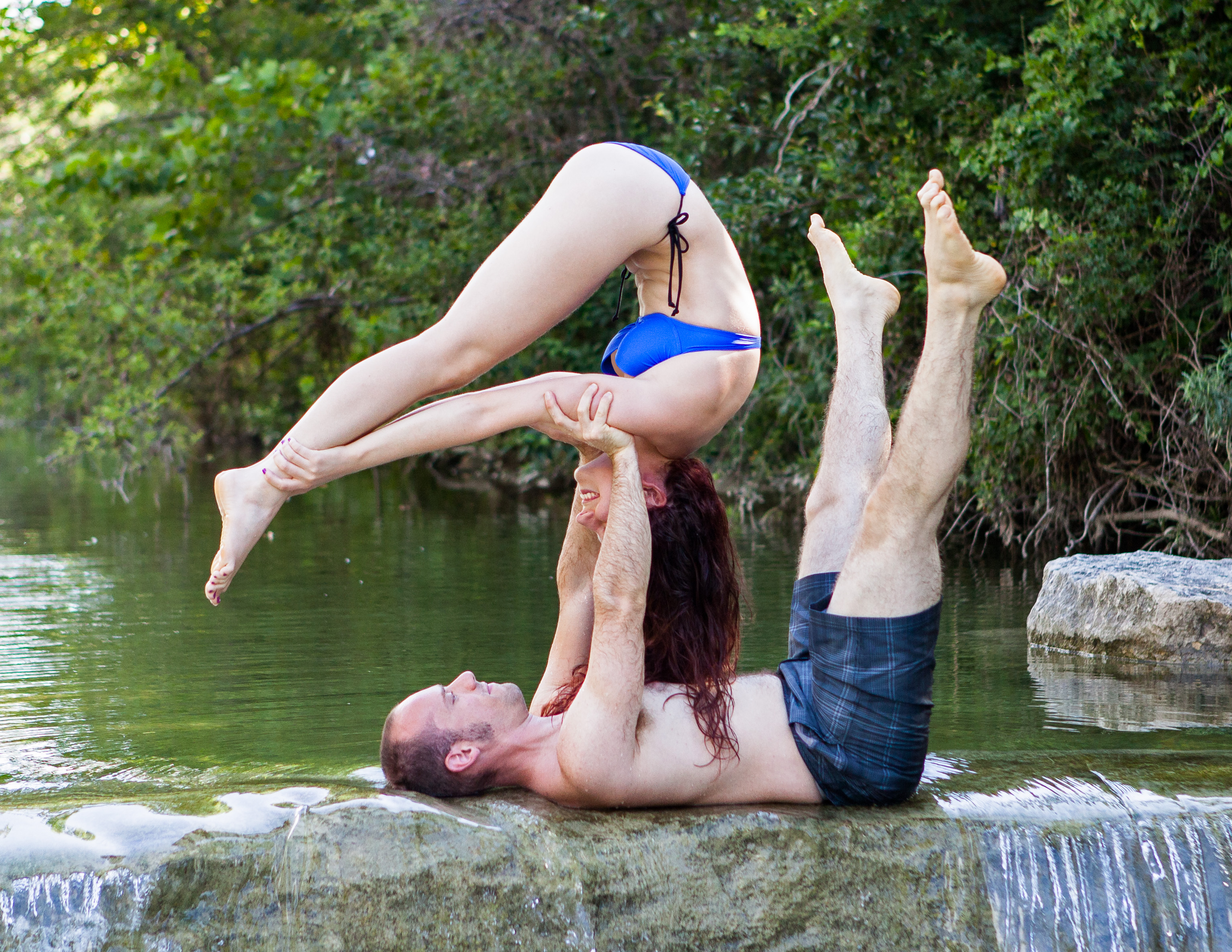
Floating Paschi
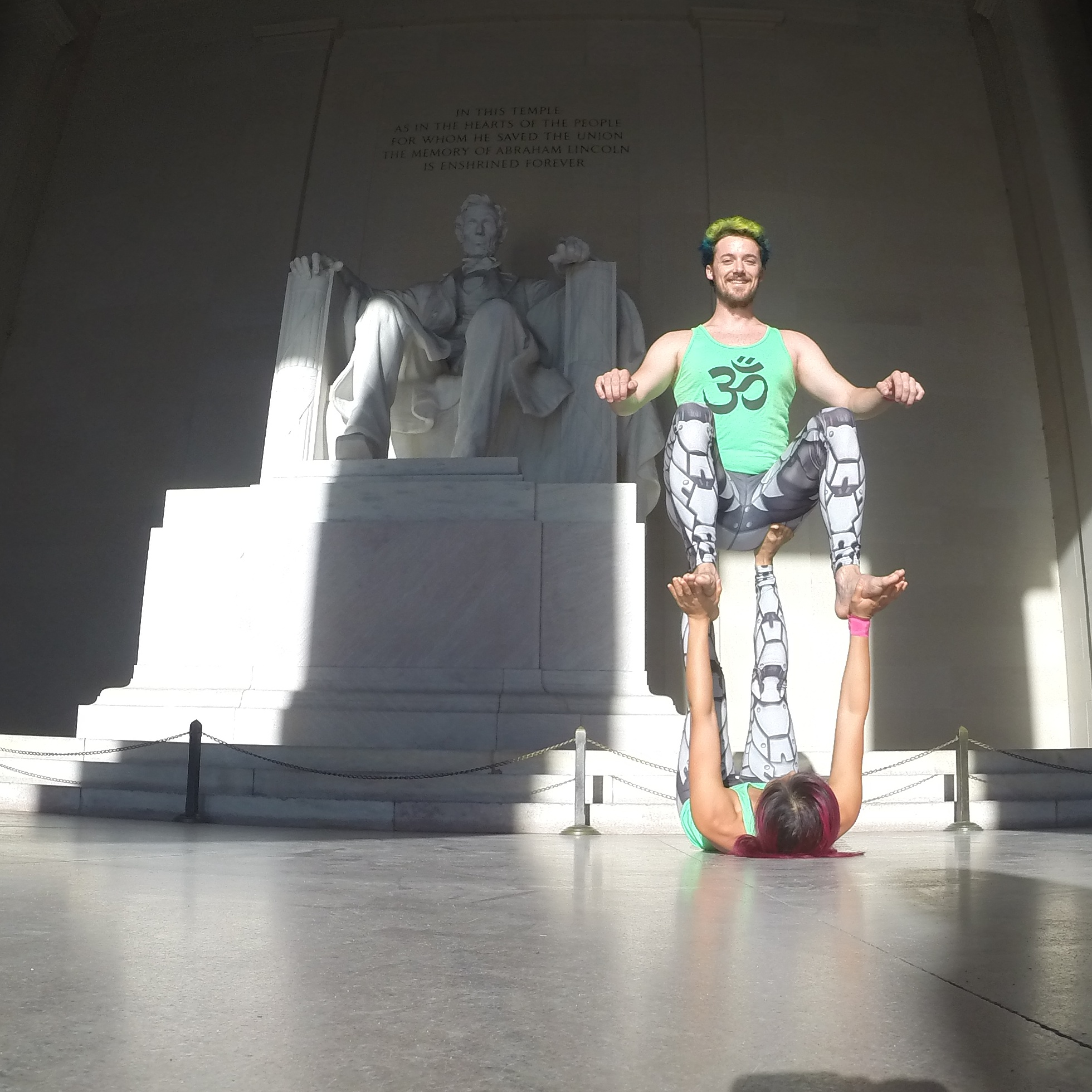
Поза "трон" із базою меншою за льотчика
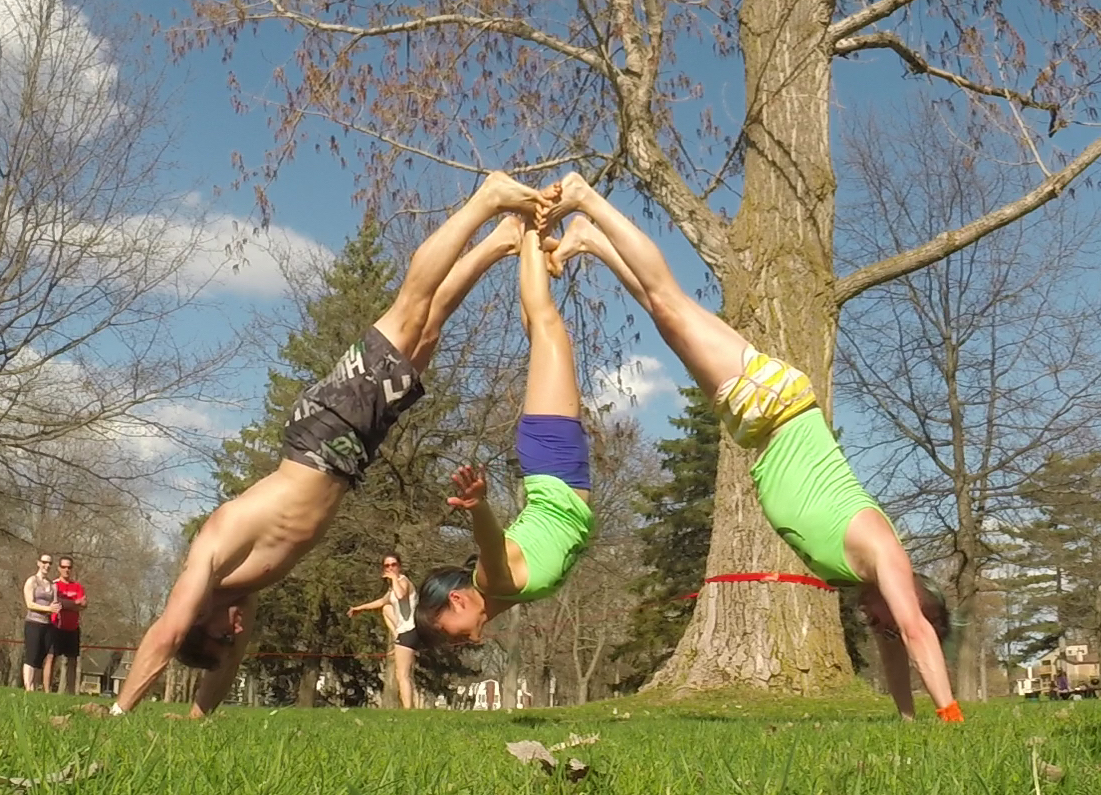
Non L-Basing pose